# Lčašen
Lč̣ašen (arménsky Լճաշեն [Lč̣ašen]), do roku 1946 Ordaklu, je vesnice v arménské provincii Gegharkunik. V roce 2009 zde žilo 5 031 obyvatel. Osídlení zdejší oblasti se datuje do 3. tisíciletí př. n. l. Nachází se zde pohřebiště z doby bronzové, urartská pevnost či kostel ze 13. století.